# Gossendorf
Gossendorf är en ort i  kommunen Feldbach i Österrike. Den ligger i distriktet Südoststeiermark i förbundslandet Steiermark.
Gossendorf var tidigare en självständig kommun, men blev den 1 januari 2015 en del av kommunen Feldbach. Kommunen bestod av tre orter (Ortschaften) (inom parentes invånarantal 1 januari 2024):
- Edersgraben (176)
- Gossendorf (634)
- Höflach (56)